# Азимов, Карим Мадаминович
Карим Мадаминович Азимов — советский хозяйственный и государственный деятель, лауреат Государственной премии СССР за выдающиеся достижения в труде.

## Биография
Родился в 1944 году в Ленинабадской области. Член КПСС.
В 1963—1991 — вязальщик Ура-Тюбинской фабрики верхнего трикотажа Ленинабадской области Таджикской ССР.
За большой личный вклад в увеличение выпуска и улучшение качества товаров народного потребления был в составе коллектива удостоен Государственной премии СССР за выдающиеся достижения в труде 1983 года.
Депутат Верховного Совета СССР 11-го созыва. Делегат XXVII съезда КПСС.
Жил в Таджикистане.

## Награды
- Орден Ленина (02.08.1983)
- Орден Трудового Красного Знамени (12.05.1977)
- Орден Знак Почёта (20.02.1974)